# 地下室のメロディー
『地下室のメロディー』（原題：Mélodie en sous-sol）は、1963年製作のイタリア・フランスの犯罪映画（ケイパー映画)。
アラン・ドロンとジャン・ギャバンというフランス映画界の2大スターが共演した。
1963年のゴールデングローブ賞外国語映画賞を受賞している。

## 概要
ジョン・トリニアンによるアメリカの小説『The Big Grab』（1960 年）の映画化は批評家から好評を博した。
5年間服役した刑務所から釈放されたばかりの老人シャルルは、コート・ダジュールで最後の巧妙な手を打つことを決意する。それはカンヌのカジノ、パームビーチでの強盗。彼のパートナーとなるのは、同房者だった若いフランシスと、フランシスの義理の兄で誠実な整備士のルイ。強盗の準備は周到で、作戦は順調に進んだ。しかし、新聞の一面に載ったフランシスの写真がこの計画を妨げる。

## 公開
1963年3月19日、フランスで公開された。
同年4月1日から10日にかけて第3回フランス映画祭が東京都千代田区の東商ホールで開催された。ジャン=ガブリエル・アルビコッコの『金色の眼の女』と『アメリカのねずみ』、『突然炎のごとく』『ミス・アメリカ パリを駆ける』『シベールの日曜日』『女はコワイです』『不滅の女』『地下室のメロディー』『地獄の決死隊』の計9本の長編と、短編映画『ふくろうの河』が上映された。本作品は4月8日に上映された。アラン・ドロン、フランソワ・トリュフォー、マリー・ラフォレ、セルジュ・ブールギニョン、アレクサンドラ・スチュワルト、アルベール・ラモリス、フランソワーズ・ブリオンらが映画祭に参加するため来日した。ドロンは初来日だった。
同年8月17日、日本で一般公開された。

## ストーリー
老獪な泥棒のシャルル（ジャン・ギャバン）は、生涯最後の仕事として、カンヌのカジノの地下金庫から10億フランを強奪する綿密な計画を立て、チンピラの青年フランシス（アラン・ドロン）と、その義兄の真面目なルイを仲間に引き入れた。
金持ちの青年を装い、カンヌのホテルに滞在するフランシス。カジノの踊り子と親しくなることで、フランシスは一般客が立ち入れないカジノの舞台裏に出入りする口実を設けた。
カジノのオーナーが売上金を運び出す日を狙って、地下金庫を襲撃するシャルルたち。10億フランの札束をバッグに詰め、何食わぬ顔でホテルに戻るが、予想外の事態からフランシスの正体が露見する危険性が高まった。
計画の急な変更を余儀なくされ、隠し場所からバッグを持ち出すフランシス。そこへ更なる不運が重なり、盗んだ金が人々の目に触れる事態となった。騒ぎだす人々の中でフランシスとシャルルは、もはや為す術もなく10億の札を見つめていた。

## キャスト
| 役名                     | 俳優                     | 日本語吹替                     | 日本語吹替                      | 日本語吹替                    |
| 役名                     | 俳優                     | 東京12チャンネル版             | 東京12チャンネル版              | NETテレビ版                   |
| 役名                     | 俳優                     | 旧                             | 新                              | NETテレビ版                   |
| ------------------------ | ------------------------ | ------------------------------ | ------------------------------- | ----------------------------- |
| シャルル                 | ジャン・ギャバン         | 森山周一郎                     | 森山周一郎                      | 森山周一郎                    |
| フランシス・ヴェルロット | アラン・ドロン           | 堀勝之祐                       | 野沢那智                        | 野沢那智                      |
| ジネット                 | ヴィヴィアーヌ・ロマンス | 前田敏子                       |                                 | 寺島信子                      |
| ルイ・ノーダン           | モーリス・ビロー         | 羽佐間道夫                     | 仁内達之                        | 原田一夫                      |
| バーマン                 | ジャン・カルメ           |                                |                                 |                               |
| ブリジット               | カルラ・マルリエ         | 渋沢詩子                       | 小原乃梨子                      | 塚田恵美子                    |
| 警察のコミッショナー     | クロード・セバール       |                                | 大木民夫                        |                               |
|                          |                          |                                |                                 |                               |
| 初回放送                 | 初回放送                 | 1970年2月12日 『木曜洋画劇場』 | 1972年10月26日 『木曜洋画劇場』 | 1975年3月8日 『土曜映画劇場』 |

## スタッフ
- 監督：アンリ・ヴェルヌイユ
- 脚本：アンリ・ヴェルヌイユ、アルベール・シモナン、ミシェル・オーディアール
- 撮影：ルイ・パージュ
- 音楽：ミシェル・マーニュ

## 関連作品
- 御金蔵破り (映画)

1964年に公開された東映の時代劇映画。本作をベースに高岩肇が原案（シノプシス）を書き下ろし、それを基に野上龍雄と石井輝男が共同で脚本を執筆、石井輝男が監督を務めた。主演は大川橋蔵と片岡千恵蔵。
- 御金蔵破り (1981年のテレビドラマ)

1981年にフジテレビ系列の『時代劇スペシャル』で放送された、若山富三郎主演の単発時代劇。やはり本作をベースにした高岩肇の原案、野上龍雄・石井輝男の脚本を基に、志村正浩が脚本を執筆、田中徳三が監督を務めた。なおこの作品以降、多少のアレンジを加えながら、若山主演で合計4作が制作された。
- 御金蔵破り (1992年のテレビドラマ)

1992年にフジテレビ系列で放送された、五木ひろし・萬屋錦之介主演の単発時代劇。1964年の映画版の脚本を石井輝男と共同で手掛けた野上龍雄が脚本を担当している。監督は松尾昭典。